# Girolamo Savonarola
Girolamo Savonarola, též Hieronymus Savonarola (21. září 1452 Ferrara – 23. května 1498 Florencie), byl italský náboženský a politický reformátor, fanatický kazatel, dominikánský řeholník, který v letech 1494–1498 mocensky ovládl Florencii a přeměnil tuto republiku na přísně teokratický stát.

## Rodina
Rod Savonarola pocházel z Padovy. Praděd Girolama zde působil jako obchodník s vlnou. Děd Girolama, Michele Savonarola, byl profesorem medicíny na univerzitě v Padově a poté dvorním lékařem pánů d'Este ve Ferraře. Jeho otec byl bankéř a obchodník ve Ferraře, který brzy po smrti Micheleho Savonaroly zkrachoval. Matka pocházela z rodu Bonacossi. Girolamo byl jejich třetím synem a měl se v budoucnu stát doktorem. Jeho kmotrem byl Ser Francesco da Libanori, tajemník vévody Borsa d'Este. Dvě sestry zůstaly po krachu svého otce bez věna, jeden ze synů se stal vojákem, druhý doktorem a mladší Girolamův bratr dominikánem.

## Studia a církevní kariéra

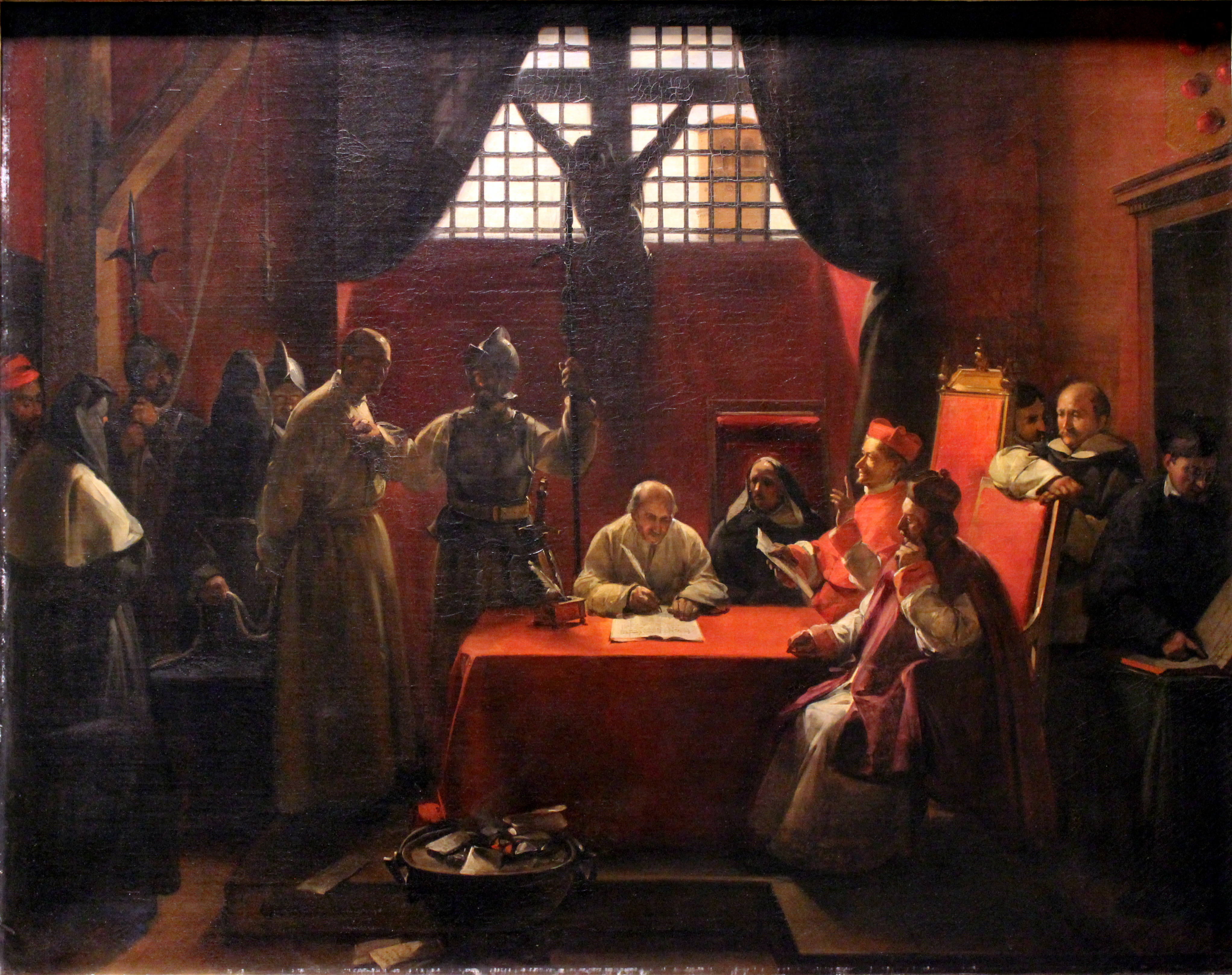
François Marius Granet (1775-1849): Savonarolův výslech

V době studií se údajně zamiloval do příslušnice slavné florentské rodiny Strozziů, která jej ale odmítla pro jeho nízký společenský původ. Jisté je, že Girolamo studium medicíny nedokončil a v roce 1475 vstoupil do dominikánského řádu. Následující čtyři roky strávil v Bologni a v roce 1479 se vrátil do Ferrary. Do Florencie, města, které se stalo jeho osudem, vstoupil poprvé v květnu 1482, kdy byl svým řádem vyslán do tamního kláštera San Marco. O pět let později klášter ve Florencii opustil a ve Ferraře, Brescii, Pavii a Janově studoval rétoriku. O tři roky později se do Florencie vrátil, tentokrát již natrvalo. Ve svých kázáních pranýřoval nemravnosti církevních hodnostářů a žádal obnovu církve. Jeho vliv stále rostl, stal se převorem v klášteře San Marco, kde se pokusil o přísnou reformu řádu. Kázal ve florentském dómě – jeho útoky na mravní úpadek církve a vládu Medicejských se stále zostřovaly. V roce 1494 se Savonarola dopustil zřejmě největší chyby svého života – ve svých kázáních podpořil invazi francouzského krále Karla VIII. do Itálie, čímž se dostal do rozporu s odpůrci tohoto vojenského aktu – tedy s Neapolským královstvím, Benátkami, Milánem, Medicejskými, římskoněmeckým císařem, španělským králem a především s papežem Alexandrem VI., který až do tohoto osudného okamžiku Savonarolu ctil a vážil si ho.
Příchod Karla VIII. do Florencie byl příčinou mocenského pádu Medicejských a naopak vzrůstu moci fanatického dominikánského mnicha, který ve Florencii nastolil republiku Kristovu, tedy přísně teokratický stát, z něhož měla být vymýcena veškerá neřest, marnotratnost, přepych, pýcha a vůbec veškeré nepravosti lidstva. Svého profrancouzského postoje se Savonarola nevzdal ani po odchodu Karla VIII. z Itálie. Jelikož Savonarola prohlašoval, že právě Karel VIII. zachrání a očistí církev a nastolí v Itálii nový, spravedlivější řád, byl v roce 1495 vyzván papežem Alexandrem VI. k tomu, aby se dostavil do Říma a tam se ze svých proroctví zodpovídal. Savonarola odmítl a papež mu zakázal kázat. Savonarola na zákaz nedbal. Na kazatelně se stále více pohoršoval nad oplzlými malbami, hudbou a literaturou. Mnohá umělecká díla ve Florencii nechal z těchto důvodů poškodit nebo rovnou zničit. Zavedl také policii, které měla kontrolovat mravnost občanů – členy této policie byly děti, které směly volně vstupovat do všech domů a dle své libosti ničit vše špatné a nemravné. Savonarola začal ve svých kázáních kritizovat také papeže Alexandra VI. a další členy rodu Borgiů. Situace se vyostřila ve chvíli, kdy byl Savonarola 12. května 1497 po uvalení papežské klatby exkomunikován.

## Proces a poprava

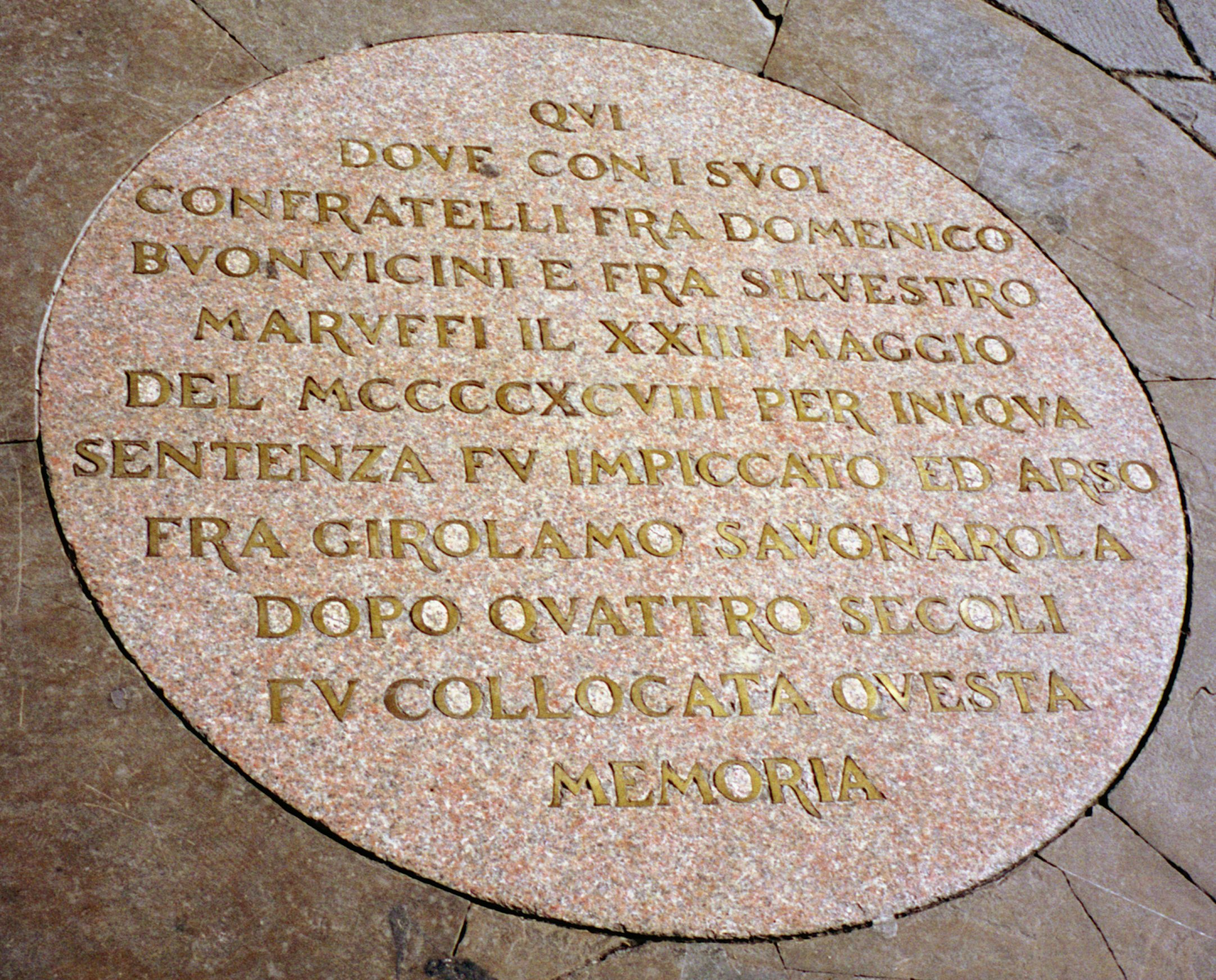
Pamětní plaketa věnovaná Girolamovi Savonarolovi na Piazza della Signoria ve Florencii

Jeho to ovšem nevyvedlo z míry a exkomunikaci označil za neplatnou. V té chvíli papež použil poslední možnost – pohrozil Florencii interdiktem v případě, že bude Savonarolovi dál umožňovat jeho kazatelskou činnost. Tehdy františkánský řeholník Francesco z Apulie vyzval Savonarolu k tomu, aby se na důkaz pravdivosti svých slov podrobil zkoušce ohněm. Dne 7. dubna 1498 byla na náměstí Piazza della Signoria ve Florencii postavena hranice, po které měl po jejím zapálení projít buď sám Savonarola nebo jiný z dominikánských mnichů, a tímto činem dokázat, že myšlenky, které hlásají, jsou skutečně prosazovány z Boží vůle. Savonarola ale před ohněm zaváhal, a ztratil tak důvěryhodnost. Následně byl uvězněn a postaven před inkviziční soud. Spolu s ním byli před soud pohnáni mniši Domenico della Pescia a Silvestro Maruffi. Byli mučeni a lámáni v kole, nuceni, aby se přiznali ke kacířství a Savonarola k falešným předpovědím. Girolamo a Domenico nezapřeli své přesvědčení, Silvestro se přiznal ke všem předkládaným obviněním.
Dne 23. května 1498 byli všichni tři obvinění odevzdáni světské moci. Papežský komisař, vaisonský biskup Benedetto Pagnotti Romolino, vyhlásil Savonarolovu „degradaci“ slovy: „Vylučuji tě z církve bojující a z církve vítězné.“ Savonarola ho poopravil: „To poslední přesahuje tvou moc.“ (To znamená pouze z bojující církve, k tomu dalšímu nemáš oprávnění).
Savonarolu a jeho dva druhy popravili a jejich těla spálili na Piazza della Signoria. Jejich popel byl vysypán z Ponte Vecchio do řeky Arno. Dnes je v Itálii Savonarolovi často prokazována velká úcta. Svým otevřeným bojem proti papeži je podle názoru mnoha Italů považován za symbol italského národního státu. Na Piazza della Signoria ve Florencii je umístěna pamětní plaketa, která je věnována jeho památce. Je též vnímán jako bezohledný náboženský fanatik, jehož přičiněním byly připraveny stovky lidí o život a byla zničena celá řada historických artefaktů, knih, obrazů apod.

## Dílo
Svoje vize zanechal Savonarola v latinských spisech Shrnutí logiky (Compendium logicum), Triumf Kříže (Triumphus Crucis) a O pravdivosti proroctví (De veritate prophetica).
V jeho textu Výklad Ave Maria (Esposizione sopra l’Ave Maria) z roku 1495 se poprvé objevuje modlitba Zdrávas Maria v podobě, jakou římskokatolická církev užívá dodnes. Savonarola k ní přidal druhou část, obsahující prosbu o odpuštění hříchů: Svatá Maria, matko Boží, pros za nás hříšné nyní i v hodině smrti. Amen. (V původní latinské verzi: sancta Maria mater Dei ora pro nobis peccatoribus nunc et in hora mortis. Amen). Savonarolův dodatek byl oficiálně schválen tridentským koncilem v roce 1566, kdy byl Savonarola částečně rehabilitován.